# Thu gom rác (khoa học máy tính)
Trong khoa học máy tính, thu gom rác (tiếng Anh: garbage collection hay GC) là một dạng quản lý bộ nhớ tự động. Bộ gom rác (garbage collector hay collector), sẽ cố gắng thu hồi rác, hay vùng nhớ bị chiếm dụng bởi đối tượng mà không còn được sử dụng bởi chương trình. Thu gom rác được phát minh bởi John McCarthy vào khoảng năm 1959 để đơn giản hóa việc quản lý bộ nhớ thủ công trong Lisp.